# Liste der Monuments historiques in Delut
Die Liste der Monuments historiques in Delut führt die Monuments historiques in der französischen Gemeinde Delut auf.

## Liste der Objekte
| Bezeichnung                | Beschreibung                                                          | Standort                                          | Kennzeichnung | Schutzstatus | Datum | Bild |
| -------------------------- | --------------------------------------------------------------------- | ------------------------------------------------- | ------------- | ------------ | ----- | ---- |
| Hauptaltar                 | Altartisch und drehbarer Tabernakel; Holz, vergoldet, 18. Jahrhundert | in der Kirche St-Martin (Lage)                    | PM55001808    | Inscrit      | 1981  |      |
| Skulptur Madonna mit Kind  | Holz, farbig gefasst und vergoldet, 18. Jahrhundert                   | in der Kirche St-Martin (Lage)                    | PM55001809    | Inscrit      | 2000  |      |
| Skulptur Heiliger Donatus  | Holz, farbig gefasst und vergoldet, 18. Jahrhundert                   | in der Kirche St-Martin (Lage)                    | PM55001810    | Inscrit      | 2000  |      |
| Skulptur Heiliger Hubertus | Holz, farbig gefasst und vergoldet, 18. Jahrhundert                   | in der Kirche St-Martin (Lage)                    | PM55001811    | Inscrit      | 2000  |      |
| Kreuzigungsgruppe          | Stein, 18. Jahrhundert                                                | außen an der Kapelle Notre-Dame-de-Lourdes (Lage) | PM55001450    | Inscrit      | 1979  |      |